# Guardia Invernal
La Guardia Invernal es un equipo ficticio de superhéroes rusos que aparecen en cómics estadounidenses publicados por Marvel Comics.
La Guardia Invernal se caracteriza por ser "la respuesta de Rusia a los Vengadores". Varios miembros del grupo anteriormente pertenecían a los Súper-Soldados soviéticos, al Protectorado Popular y a los Soviéticos Supremos. A diferencia de esos equipos, que a menudo eran adversarios de otros superhéroes disfrazados, la Guardia Invernal es mucho más heroica y representativa por naturaleza.
A diferencia de otros equipos de superhéroes, la Guardia Invernal actualmente tiene un grupo rotativo de candidatos para completar uno de los tres roles en el equipo: Darkstar, Dínamo Carmesí y Guardián Rojo.

## Historial de publicaciones
La Guardia Invernal apareció por primera vez durante la carrera de Kurt Busiek de Iron Man, donde tuvieron varias apariciones especiales. Más tarde aparecerían en la temporada de Busiek en Los Vengadores.
El equipo tuvo una aparición poco frecuente en el Universo Marvel hasta que Jeph Loeb los llamó la atención en Hulk # 1. La Guardia Invernal pronto apareció en She-Hulk y War Machine: Weapon of SHIELD.
David Gallaher trajo al equipo a Hulk: Winter Guard, que apareció por primera vez como Marvel Digital Comic y luego se reimprimió como cómic. Gallaher volvió a escribir el equipo con una serie limitada de 3 números llamada Darkstar y la Guardia Invernal en 2010.
La Guardia Invernal aparentemente fue destruida por la Inteligencia, quien probó su arma definitiva El Cañón Cero en los héroes desprevenidos.

## Historia del equipo ficticio
La Guardia Invernal hizo su debut en Iron Man vol. 3, # 9, y luchó junto a los Vengadores durante el crossover de "Máxima Seguridad" y la "Guerra de Kang".
Mientras que la investigación del asesinato de la Abominación (que fue asesinado por Red Hulk), Doc Samson, She-Hulk y Thunderbolt Ross encuentran con la Guardia Invernal revitalizado, que consiste en la Ursa Major, Guardián Rojo, Darkstar y los Dínamo Carmesí. Cuando She-Hulk señala que Darkstar y Guardián Rojo estaban muertos, Iron Man le dice que fueron reemplazados por nuevas personas. Se desconoce si los otros miembros del equipo también son nuevos.
Después de asociarse con War Machine para luchar contra los Skrulls, el equipo fue visto más tarde chocar con She-Hulk y Damas Libertadoras, y de nuevo con La Presencia e Igor Drenkov. Esta versión del equipo utiliza una antigua nave alienígena, de la raza Espectros Terribles, como cuartel general.
Fueron mencionados por Tormenta como posibles copias de seguridad mientras Rachel Summers estaba investigando en Madripor.
Durante la historia de Monsters Unleashed, se vio a la Guardia Invernal luchando contra los monstruos que estaban atacando Moscú.

## Miembros
Sus miembros actuales son:
- Ursa Major: Un mutante que puede transformarse en un oso humanoide.
- Dínamo Carmesí V: La respuesta de Rusia a la armadura Iron Man.
- Darkstar: Laynia Petrovna, una mutante que puede obtener poder de la Dimensión de la Fuerza Oscura. Ella murió una vez y luego resucitó.
- Guardián Rojo: Nicolai Krylenko, también conocido como Vanguard, lidera la lista actual de la Guardia Invernal como el Guardián Rojo.[12] Un mutante con el poder de reflejar la energía de sus atacantes. El hermano original de Darkstar, él también murió una vez y luego resucitó.

### Miembros anteriores
- Darkstar II: Sasha Roerich, una pelirroja y efímera reemplazante de Petrovna a quien se le otorgó el poder de Darkstar.
- Darkstar III: Reena Stancioff, que fue asesinada por un Espectro Terrible.
- Guardián de Acero: la contraparte rusa del Capitán América. El cuarto Guardián Rojo (Josef Petkus), utilizó brevemente el nombre Guardián de Acero.
- Fantasma: Una hechicera e ilusionista. También conocido como Fantasia. Revelado como un Espectro Terrible.
- Powersurge - Un gigante de combustible nuclear, que sacrificó su vida para destruir al supervillano ruso, la Presencia.
- Sibercat - Un feroz mutante felino.
- Vostok - Un robot con el poder de controlar máquinas. También conocido como Sputnik.
- Dínamo Carmesí XIII: La identidad antes usada por Galina Nemirovsky.

## Ediciones recopiladas
| Título                        | Materiales coleccionables                                                      | Año  | ISBN           |
| ----------------------------- | ------------------------------------------------------------------------------ | ---- | -------------- |
| Darkstar and the Winter Guard | Darkstar and the Winter Guard #1–3; Hulk: Winter Guard #1; X-Men Unlimited #28 | 2010 | 978-0785148678 |

## Otras versiones
- The Avengers: Earth's Mightiest Heroes, la miniserie de enlace tiene a la Guardia Invernal en el número 2. Fueron llamados por el gobierno suizo para arrestar a Dinamo Carmesí, quien está siendo perseguido por los Vengadores y en una pelea con ellos. Su alineación consistía en Vanguard, Darkstar, Ursa Major y Hombre de Titanio.
- En X-Men '92, la Guardia Invernal se llama "El Protectorado del Pueblo". Consisten en Ursa Major, Omega Red, Darkstar, Vostok y Guardián Rojo. Son convertidos en Vampiros por el hijo de Drácula, Janus, pero rescatados al final.[13]

## En otros medios

### Televisión
- La Guardia Invernal aparece en la segunda temporada de Avengers Assemble, episodio, "Los Vengadores Secretos". Sus miembros están formados por Guardián Rojo, Darkstar, Dínamo Carmesí, Ursa Major y el ruso Hombre Radioactivo. Esta versión del grupo trabaja para el Comando Central, la contraparte rusa de S.H.I.E.L.D.. Dínamo Carmesí obtiene una llave de una cápsula Hydra utilizada para encarcelar al Hombre Radioactivo e intenta evadir a los Vengadores secretos y la Princesa Poder para llevársela a la Guardia Invernal. Los Vengadores Secretos y la Guardia Inviernal se reúnen en las instalaciones, pero se desestabilizan y amenazan a una aldea cercana, lo que obliga a los dos equipos a trabajar juntos para minimizar el daño.
- La Guardia Inviernal aparece en Marvel Future Avengers, compuesta por Guardián Rojo, Darkstar, Dínamo Carmesí y Ursa Major.
- La Guardia Inviernal aparece en el episodio de X-Men '97, "La tolerancia es la extinción - Parte 3", compuesta por Darkstar, Dínamo Carmesí y Omega Rojo.

### Videojuegos
- La Guardia Invernal se menciona en Marvel: Ultimate Alliance 2. En el informe que sigue al incidente de Wakanda, el Capitán América y Iron Man mencionan que la Guardia Invernal ha sido absorbida por The Fold.
- La Guardia Invernal apareció como personajes jugables en Lego Marvel Super Heroes 2.